# Schwarzer See (Katzow)
Der Schwarze See, auch als Großer Schwarzer See bezeichnet, liegt circa einen Kilometer nordöstlich von Wrangelsburg im Landkreis Vorpommern-Greifswald in Mecklenburg-Vorpommern. Der kleinere westliche Teil des 6,6 Hektar großen Sees liegt in der Gemeinde Wrangelsburg, der größere östliche Teil in der Gemeinde Katzow. Der See ist vollständig von Wald umgeben.
Er ist bei einer Fläche von 6,6 Hektar etwa 415 Meter lang und bis 210 Meter breit. Um 1905 wurde die Länge mit 425 Metern, die Breite mit bis zu 250 Metern und die Fläche mit acht Hektar angegeben. Der Wasserstand des Sees war zu dieser Zeit bereits durch einen Graben reduziert worden, der das Wasser über den Prägelbach zur Ziese ableitet.
Zusammen mit dem südwestlich gelegenen Wrangelsburger Schlosssee und dem nordöstlichen Kleinen Schwarzen See liegt der Schwarze See in einer zwischen 27 und 35 Meter hohen Ebene innerhalb eines Randmoränenzuges. Die Seen sind Reste eines eiszeitlichen Staubeckens.